# Mistrz Ołtarza Tucherów
Mistrz Ołtarza Tucherów (j. niem. Meister des Tucheraltar) – anonimowy malarz niemiecki czynny w latach 1430 - 1450 w Norymberdze.
Przydomek otrzymał od gotyckiego retabulum ołtarza głównego z augustiańskiego kościoła Świętego Wita w Norymberdze, datowanego na 1445 rok. Obraz trafił tam za sprawą bogatej rodziny Tucherów w 1625 roku od której otrzymał swoją nazwę. W 1816 roku świątynia została zburzona a obraz przeniesiony do Kościoła Najświętszej Marii Panny w Norymberdze. Retabulum ma formę tryptyku, z malowanymi kwaterami, na złotym tle z wytłoczonymi ornamentami i płaskorzeźbionymi formami architektonicznymi typowymi dla gotyku (fiale, wimpergi, baldachimy) obramiające malowane kwatery. Część środkowa jest trójdzielna; ze scenami Zwiastowania Marii, Ukrzyżowania i Zmartwychwstania. Na bocznych skrzydłach przedstawiona została para świętych: Augustyn i jego matka Monika oraz Paweł Pustelnik i Antoni. 
Pierwsze szlify zdobywał prawdopodobnie w pracowni Mistrza Ołtarza Bambergera. Należał do pokolenia artystów takich jak  Konrad Witz i Hans Multscher, których realizm opierał się na rzeźbiarskich formach. Mistrz Ołtarza Tucherów koncentrował się jedynie na stałych formach głównie na postaciach ludzkich, rezygnując z wszelkich scen i odniesień w tle. Taki styl widoczny jest w jego głównym dziele, gdzie tło stanowi złota draperia. Minimalistyczna martwa natura przedstawiana powyżej postaci proroków nawiązuje do stylu Barthélemy’ego d’Eycka, choć nie ma dowodów na związki tych dwóch artystów. Około roku 1430 przebywał w Wiedniu, gdzie miał kontakt z Mistrzem Ołtarza św. Lambrechta.